# Eustenogaster bicarinatus
Eustenogaster bicarinatus är en getingart som beskrevs av Dover och Rao 1922. Eustenogaster bicarinatus ingår i släktet Eustenogaster och familjen getingar. Inga underarter finns listade i Catalogue of Life.